# Juan Carlos Moragues Ferrer
Juan Carlos Moragues Ferrer (n. Gandía, Valencia, Comunidad Valenciana, España, 4 de septiembre de 1969) es un político, inspector de hacienda, economista y abogado español. Es miembro del Partido Popular (PPCV). Desde su licenciatura ha trabajado para la Agencia Estatal de Administración Tributaria en la que ha ocupado diversos cargos. Y en política entre 2012-2015 ha sido consejero de Hacienda y Administración Pública y tras este último año ha sido diputado en las Cortes Valencianas y delegado de Gobierno en la Comunidad Valenciana hasta el 1 de junio de 2018 fecha en la que se produce un cambio de gobierno mediante una moción de censura.

## Biografía
Nacido en el municipio valenciano de Gandía el día 4 de septiembre de 1969.
Es licenciado en Economía, Ciencias empresariales y Derecho por la Universidad de Valencia.[cita requerida]
Tras finalizar sus estudios superiores en la universidad, por oposición pasó a ser funcionario del Cuerpo Superior de Inspectores de Hacienda del Estado, perteneciente al Ministerio de Hacienda de España. En esta época comenzó ejerciendo como administrador en diferentes oficinas de la Agencia Estatal de Administración Tributaria (A.E.A.T.) de la Comunidad Valenciana.[cita requerida]
Años más tarde ocupó un cargo menor de responsabilidad en la oficina de la calle Guillem de Castro de la ciudad de Valencia y seguidamente ha sido delegado de la Agencia Tributaria de la provincia de Castellón, su pueblo natal, Gandia y así como inspector de Aduanas del Puerto de Valencia y miembro del Cuerpo Técnico de Recaudación a la Dependencia Regional y Provincial de la provincia de Barcelona.
[cita requerida]
A su misma vez, desde 2006 ha sido profesor del Máster Tributación del Colegio de Economistas y desde 2007 del Máster de Tributación ADEIT de la Universidad de Valencia.
En el mundo de la política, desde hace años es miembro del Partido Popular de la Comunidad Valenciana (PPCV).
El día 7 de diciembre de 2012 fue nombrado por el presidente de la Generalidad Valenciana Alberto Fabra, como consejero de Hacienda y Administración pública, en sucesión de José Manuel Vela Bargues que dimitió una semana antes y cuyo cargo quedó interinamente ocupado hasta nuevo nombramiento por el entonces vicepresidente José Císcar.[cita requerida]
Seguidamente tras presentarse en las listas del Partido Popular por la circunscripción electoral de Valencia a las elecciones autonómicas de 2015 consiguió entrar en las Cortes Valencianas como diputado y siendo miembro de las Comisiones parlamentarias de Economía, Presupuestos y Hacienda y de la Comisión Permanente no legislativa de Asuntos Europeos.
Sin embargo en estas elecciones tras cambiar de gobierno mediante una coalición dada entre el PSPV-PSOE y Coalició Compromís, presidido por Ximo Puig y Mónica Oltra, Juan Carlos Moragues fue sucedido como consejero por Vicent Soler i Marco (Hacienda) y Gabriela Bravo (Administración pública).[cita requerida]
El día 6 de julio de 2015 dejó su escaño de diputado en las Cortes Valencianas tras haber sido nombrado por el presidente del Gobierno Mariano Rajoy, como nuevo delegado de Gobierno de España en la Comunidad Valenciana, sucediendo a Serafín Castellano Gómez que fue cesado del cargo tras ser detenido como implicado en un caso de corrupción.[cita requerida]